# Vasivaea podocarpa
Vasivaea podocarpa är en malvaväxtart som beskrevs av João Geraldo Kuhlmann. Vasivaea podocarpa ingår i släktet Vasivaea och familjen malvaväxter. Inga underarter finns listade i Catalogue of Life.